# تجزیه گرمایی
 تجزیه حرارتی (آنالیز حرارتی یا آنالیز گرمایی) نام کلی تعدادی از روشهای فیزیکی برای مطالعه مواد شیمیایی است که تغییرات مواد را در دماهای مختلف بررسی می‌کند.
با استفاده از این روشها می توان خواص مختلفی از مواد را مطالعه و بررسی کرد.

## تجزیه گرماوزن سنجی
در این روش، تغییر وزن نمونه در دماههای مختلف بررسی می‌شود.

## گرماسنجی روبشی تفاضلی
یکی از روش ‌های مرسوم تجزیه حرارتی، روش گرماسنجی پویشی تفاضلی (Differential Scanning Calorimetery) یا DSC می باشد. این تکنیک توسط واتسون و اونیل در سال 1962 گسترش یافت و به طور تجاری در سال 1963 معرفی گردید. در این روش، دستگاه گرمای مورد نیاز برای تغییرات را نسبت به مرجع می‌سنجد.

## گرماسنجی تفاضلی
اختلاف دمای میان نمونه و مرجع سنجیده می‌شود.

## منبع
1. ↑  روشهای تجزیه حرارتی حسین فقیهان و همکاران